# Törnebohmite-(Ce)
La törnebohmite-(Ce) è un minerale.